# Miloš Hlavica
Miloš Hlavica (29. října 1933 Praha – 12. srpna 2015 Praha) byl český herec a malíř, manžel herečky Růženy Merunkové, bratr operního pěvce Pavla Hlavici, otec Marka Hlavici, herce Lukáše Hlavici, herečky Anny Bendové a tchán herečky Kláry Melíškové.

## Život
Pocházel z umělecké rodiny, jeho otec byl studovaný herec, bratr operní pěvec. Od mládí rád recitoval a hrál ochotnicky divadlo. Přesto nejprve studoval na ČVUT architekturu, nicméně zvítězilo herectví, které vystudoval na pražské DAMU. Po ukončení školy v roce 1958 byl v angažmá v Realistickém divadle až do roku 1991, tedy zhruba 33 let. Poté odešel na dva roky do Městských divadel pražských. Od roku 1993, kdy odešel do důchodu, působil jako umělec ve svobodném povolání, hostoval na některých pražských scénách a věnoval se dabingu.
Paralelně se také věnoval výtvarné tvorbě. Námětem mu byly často motivy z divadelního prostředí a krajina. Vystavoval na řadě výstav v České republiky. V sedmdesátých letech byl iniciátorem a organizátorem objevné výstavy "Herci malují", která představila díla klasiků i současníků, kteří se věnovali oběma činnostem. Byl členem Umělecké besedy.
Jedná se také o známého rozhlasového a dabingového herce, který umělecký přednes v letech 1983 – 1993 také vyučoval na pražské DAMU.
Zemřel roku 2015 v Praze. Pohřben byl v rodinném hrobě na Vyšehradském hřbitově.

## Divadelní role, výběr
- 1966 William Shakespeare: Komedie omylů, Antifolus Syrakuský, Realistické divadlo, režie Karel Palouš
- 1984 Grigorij Gorin: Poslední smrt Jonathana Swifta, sluha Patrik, Realistické divadlo, režie Miroslav Krobot j. h.
- 1985 Vasilij Šukšin: Čáry na dlani, Vasilij, zvaný Poděs, Realistické divadlo, režie Miroslav Krobot
- 1987 Edvard Radzinskij: Lunin aneb Jakubova smrt, zaznamenaná v přítomnosti pána, Realistické divadlo Zdeňka Nejedlého, překlad: Alena Morávková, scéna a kostýmy: Otakar Schindler, dramaturgie: Vlasta Gallerová, režie: Miroslav Krobot, hráli: Jiří Adamíra, Ladislav Potměšil, Jiří Klem, Jorga Kotrbová, Ivanka Devátá, Miloš Hlavica, Ladislav Kazda, Karel Pospíšil, Jiří Mikota, Jan Vlasák nebo Zdeněk Žák, Stanislav Hájek. Československá premiéra 12. března 1987.

## Práce pro rozhlas

### Rozhlas
- 1974 Charles Dickens: Cvrček u krbu, role:John, režie: Josef Červinka
- 1978 Voltaire: Candide, četli Ladislav Trojan, Gabriela Vránová, Marie Drahokoupilová, Josef Chvalina, Josef Velda, Milan Neděla a Miloš Hlavica, překlad: Radovan Krátký, režie: Vladimír Tomeš
- 1989 Emil Vachek: Muž a stín, četba na pokračování, Čsl. rozhlas Praha, 10 dílů, četli Miloš Hlavica a Ilona Vaňková, režie: Miroslav Buriánek
- 1990 Jiří Robert Pick: Anekdoty Franci Roubíčka, tragikomedie o muži, který nedokázal neříct anekdotu. Hudba Vladimír Truc. Dramaturg Dušan Všelicha. Režie Josef Červinka. Účinkují: Tomáš Töpfer, Růžena Merunková, Barbora Kodetová, Marie Marešová, Miloš Hlavica, Jiří Lábus, Zdeněk Ornest, Josef Velda, Oldřich Vízner, Martin Velda, Simona Stašová a Jaroslava Kretschmerová. Natočeno v roce 1990.[3]
- 2001 Joseph Sheridan Le Fanu: Ten, který tě nespouští z očí. Přeložil a zdramatizoval Josef Hlavnička, hudba Petr Mandel, dramaturgie Jana Weberová, režie Hana Kofránková. Osoby a obsazení: Patrick O'Grady (Otakar Brousek), kapitán James Barton (Ladislav Frej), Patrik, právník, potomek O'Gradyho (Ivan Trojan), Generál Montague (Josef Somr), Macklin (Stanislav Fišer), Doktor Richards (Miloš Hlavica), George Norcott (Jiří Ornest), neznámý (Stanislav Oubram), Hawkins (David Novotný), Fiakrista (Steva Maršálek), hlas (Richard Honzovič) a Lady Rochdaleová (Věra Kubánková).[4]